# 皺盔犀鳥
皺盔犀鳥，是犀鳥目犀鳥科斑盔犀鳥屬下的一種鳥類。該物種分佈於泰國、馬來西亞、汶萊、印尼的蘇門答臘及婆羅洲島中的通常海拔30公尺以下的原始常綠林和沼澤林內，是一種大型犀鳥。但因被狩獵及居住環境被砍伐或遭火災的問題，目前被列為瀕危物種。
本物種是由法國鳥類學家康拉德·雅各·特明克於1832年發表，並命名為。在分類上，這個物種曾被認為與菲律賓皺盔犀鳥為同一物種，並歸類在棕頸犀鳥屬下。但現在據研究被獨立成一物種及被歸類在新建立的皺盔犀鳥屬下，與菲律賓皺盔犀鳥為姐妹種的關係。其屬名是由希臘語的（意即「條紋的」）及（意即「犀牛」）組成。:333而種小名來自相同的拉丁語，意即「有皺紋的、波狀的」。:119該物種曾有幾個亞種，但現在被認為特徵差異不足而被取消地位。

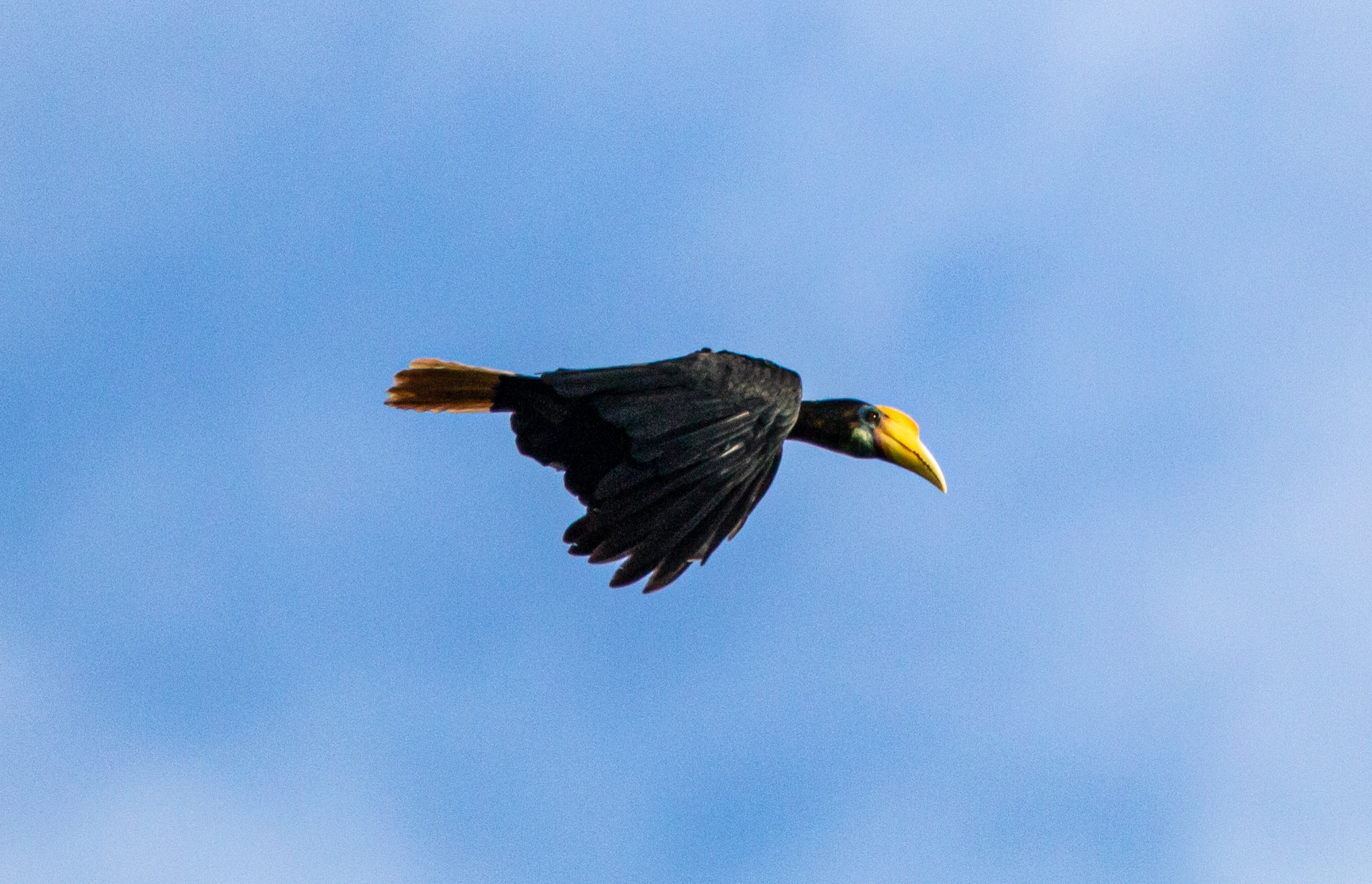
雌鳥，其鳥喙顏色並不帶紅色

成年雄鳥的全身多為黑色，僅頭頸、上胸側面跟尾巴為白色；而白色區域常因其飲食被染成黃褐或紅褐之間的顏色，而鳥喙上半黃色，下半紅色並有褶皺；眼周皮膚為藍色，黃色的喉嚨皮膚可膨脹。雌鳥體型較小，主要差別在鳥喙為黃色，喉部皮膚為藍色，其餘部分的黑色更多。幼鳥外觀類似成年雄鳥，但淺黃色的鳥喙沒有角狀突起。
這種鳥類主要為植食性，主要以核果等植物果實為食。在繁殖期中，其飲食約67％來自水果，而33％是昆蟲、蝸牛等無脊椎動物。牠們通常成對生活，但有時也會組成多達30隻的群體。在1—5月的繁殖期時，其野外的資訊較少；但在圈養環境中，通常雌鳥會產下2—3枚卵，孵化期29—35天，並在65—73天後可以離巢（野外僅需35—54天），而野外的雌鳥可能會餵養雛鳥達六個月才使其獨立。其體長介於60—65公分，體重平均約1590.0公克，鳥喙寬平均約35.4公釐、深平均約70.2公釐、嘴峰長平均約147.5公釐；翼長平均約343.2公釐；跗蹠約48.6公釐；尾長約231.2公釐。
因為皺盔犀鳥世代交替時間較長，且僅在原生森林內生活，雖然其數量雖未有評估但一般認為數量正在下降。而其有限的棲息地正遭高速砍伐及破壞，在《國際自然保護聯盟瀕危物種紅色名錄》被列入瀕危物種。

## 外部連結
- 维基共享资源上的相關多媒體資源：皺盔犀鳥
- 維基物種上的相關：皺盔犀鳥
- Xeno-canto上皺盔犀鳥的叫聲 （页面存档备份，存于）